# Savart du camp militaire de Mourmelon
Savart du camp militaire de Mourmelon este o arie protejată (sit de importanță comunitară — SCI) din Franța întinsă pe o suprafață de 408 ha, integral pe uscat.

## Localizare
Centrul sitului Savart du camp militaire de Mourmelon este situat la coordonatele 49°09′39″N 4°24′33″E / 49.16083°N 4.40917°E.

## Înființare
Situl Savart du camp militaire de Mourmelon a fost declarat arie specială de conservare în baza directivei 92/43 din 1992 referitoare la conservarea habitatelor naturale și a faunei și florei sălbatice pentru a proteja 1 specie de plante și 1 specie de animale.

## Biodiversitate
Situată în ecoregiunea continentală, aria protejată conține 6 habitate naturale: Pajiști uscate seminaturale și facies de acoperire cu tufișuri pe substraturi calcaroase (Festuco-Brometalia) (* situri importante pentru orhidee), Păduri de stejar sau de stejar și carpen sub-atlantice și medio-europene de Carpinion betuli, Formațiuni de Juniperus communis pe lande sau pajiști calcaroase, Ape puternic oligomezotrofe cu vegetație bentonică cu Chara spp., Păduri aluvionare cu Alnus glutinosa și Fraxinus excelsior (Alno-Padion, Alnion incanae, Salicion albae), Liziere de ierburi înalte hidrofile de câmpie și de nivel montan până la alpin.
La baza desemnării sitului se află mai multe specii protejate:
- plante (1): Sisymbrium supinum
- nevertebrate (1): fluturele auriu (Euphydryas aurinia)

Pe lângă speciile protejate, pe teritoriul sitului au mai fost identificate 2 specii de plante, 31 de specii de păsări, 9 specii de mamifere, 16 specii de nevertebrate, 2 specii de reptile.